# Guaranacris rubripennis
Guaranacris rubripennis är en insektsart som först beskrevs av Perty, J.A.M. 1832.  Guaranacris rubripennis ingår i släktet Guaranacris och familjen gräshoppor. Inga underarter finns listade i Catalogue of Life.